# Saison 2017-2018 du Paris Football Club
Maillots
Chronologie
Saison précédente Saison suivante
La saison 2017-2018 du Paris Football Club, voit le club disputer la soixante-dix-neuvième édition du Championnat de France de football de Ligue 2, championnat auquel le club participe pour la seconde fois depuis 1983, ceci après avoir terminé troisième de National 2017-2018 et avoir été repêché à la suite de la rétrogradation du SC Bastia.

## Championnat de France de Ligue 2

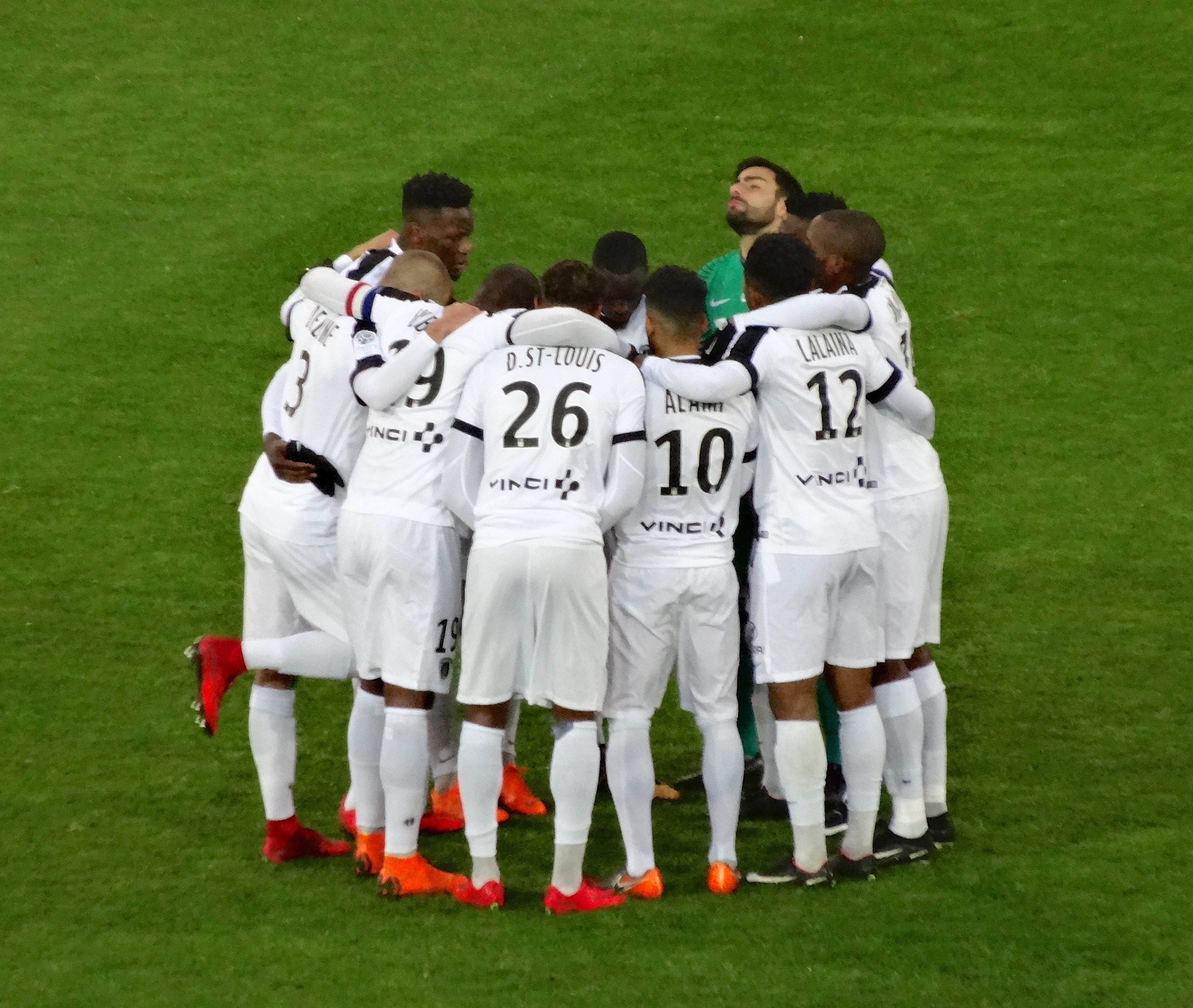
Les joueurs rassemblés lors d'un déplacement à Lens.

### Classement général
| Rang | Équipe                        | Pts | J  | G  | N  | P  | Bp | Bc | Diff |
| ---- | ----------------------------- | --- | -- | -- | -- | -- | -- | -- | ---- |
| 1    | Stade de Reims                | 88  | 38 | 28 | 4  | 6  | 74 | 24 | +50  |
| 2    | Nîmes Olympique               | 73  | 38 | 22 | 7  | 9  | 75 | 37 | +38  |
| 3    | AC Ajaccio                    | 68  | 38 | 20 | 8  | 10 | 62 | 43 | +19  |
| 4    | Le Havre AC                   | 66  | 38 | 19 | 9  | 10 | 53 | 34 | +19  |
| 5    | Stade brestois 29             | 65  | 38 | 18 | 11 | 9  | 58 | 43 | +15  |
| 6    | Clermont Foot 63              | 63  | 38 | 17 | 12 | 9  | 54 | 36 | +18  |
| 7    | FC Lorient R                  | 62  | 38 | 18 | 8  | 12 | 61 | 46 | +15  |
| 8    | Paris FC P                    | 61  | 38 | 16 | 13 | 9  | 46 | 36 | +10  |
| 9    | LB Châteauroux P              | 60  | 38 | 17 | 9  | 12 | 50 | 50 | 0    |
| 10   | FC Sochaux-Montbéliard        | 53  | 38 | 15 | 8  | 15 | 51 | 62 | -11  |
| 11   | AJ Auxerre                    | 47  | 38 | 13 | 8  | 17 | 51 | 55 | -4   |
| 12   | US Orléans                    | 46  | 38 | 12 | 10 | 16 | 52 | 61 | -9   |
| 13   | Valenciennes FC               | 45  | 38 | 12 | 9  | 17 | 50 | 64 | -14  |
| 14   | RC Lens                       | 43  | 38 | 11 | 10 | 17 | 48 | 49 | -1   |
| 15   | Chamois niortais              | 42  | 38 | 11 | 9  | 18 | 47 | 60 | -13  |
| 16   | GFC Ajaccio                   | 41  | 38 | 11 | 8  | 19 | 35 | 60 | -25  |
| 17   | AS Nancy-Lorraine R           | 38  | 38 | 9  | 11 | 18 | 39 | 54 | -15  |
| 18   | Bourg-en-Bresse 01            | 36  | 38 | 10 | 6  | 22 | 50 | 87 | -37  |
| 19   | US Quevilly-Rouen Métropole P | 33  | 38 | 9  | 6  | 23 | 45 | 66 | -21  |
| 20   | Tours FC                      | 23  | 38 | 5  | 8  | 25 | 34 | 68 | -34  |

Promotions et relégations
- Promotion en Ligue 1 2018-2019
- Barrages de promotion en Ligue 1
- Barrages de relégation en National
- Relégation en National 2018-2019

Abréviations
- P : Promu de National 2016-2017
- R : Relégué de Ligue 1 2016-2017

## Parcours en coupes

### Coupe de France de football
Le Paris Football Club entame sa campagne lors du 7e tour de la Coupe de France 2017-2018. Le club francilien affrontera les pensionnaires de la Ligue de football Nouvelle-Aquitaine, le Stade Ygossais. Les Parisiens se qualifient facilement sur un score large de 3-0. Le club est éliminé au tour suivant par le Entente SSG sur le score de 3-2.

### Coupe de la Ligue française de football
Le club parisien participe à la Coupe de la Ligue française de football dans sa forme contemporaine pour la troisième fois de son histoire. Les Parisiens accueillent le Stade brestois 29 pour le compte du premier tour de la Coupe de la Ligue. Les Parisiens se qualifient difficilement aux tirs au but 4 à 3 après un score de 0-0 lors du temps réglementaire. Au tour suivant, les Parisiens s'incline à domicile sur un score de 2-0 contre le Clermont Foot 63.